# لولا غراهام
لولا غراهام (بالإنجليزية: Lola Graham)‏ هي موسيقية أسترالية، ولدت في 23 سبتمبر 1918، وتوفيت في 2 يناير 1992.